# Marc-Gilbert Sauvajon
Marc-Gilbert Sauvajon, all'anagrafe Marc Henri Sauvageon (Valence, 25 settembre 1909 – Montpellier, 15 aprile 1985) è stato un regista, sceneggiatore e drammaturgo francese.

## Biografia
Figlio di un commerciante morto quando Marc-Gilbert aveva solo due anni, fu allevato dalla madre che desiderava entrasse in diplomazia. Studiò giurisprudenza a Lione e poi a Parigi.
Tornato a Valence divenne capo redattore del quotidiano Sud-Est. Dopo la sua chiusura fondò il settimanale Valence-Républicain.. Ma le sue passioni erano il teatro ed il cinema.
Cominciò a scrivere per il teatro nel 1936, prediligendo il genere brillante.

Incoraggiato dall'accoglienza del suo primo lavoro teatrale, l'L'Amant de paille si trasferì da Valence a Parigi.

La sua commedia All in the Family, adattamento da Victor Wolfson, è stata rappresentata per la prima volta allo Strand Theatre di Londra il 17 giugno 1959. Era diretta da Norman Marshall e con la scenografia di Paul Mayo. Il cast era composto da Maxine Audley, Donald Sinden, Andre Morell, Brian Oulton, Peggy Thorpe-Bates, Michael Logan, Vanda Godsell, Pauline Cavaliere, Virginia Maskell, Mary Powell, Douglas Malcom e Philip Ashley.
Ha collaborato a circa 60 film.

Nel 1947 ha fatto parte della giuria del Festival di Cannes.

Nel 1959 ha vinto il Prix Courteline per il suo libro Trois Mille ans dans un fauteuil.

La Société des Auteurs et Compositeurs Dramatiques (S.A.C.D.) gli ha concesso il grand prix nel 1976.
Lasciò il lavoro e si ritirò nella provincia natale alla morte della moglie Lucienne, a cui era molto legato.

È sepolto nel cimitero di Tain-l'Hermitage (Drôme).

## Teatro

### Autore
- 1939 - L'Amant de paille in collaborazione con André Bost, messa in scena di Jean Wall al Théâtre Michel e nel 1946 al Théâtre Daunou
- 1943 - Rêves à forfait di Marcus Gilbert Sauvajon, Théâtre Daunou (3 dicembre)
- 1951 - Tapage nocturne di Marc-Gilbert Sauvajon, regia di Jean Wall, Théâtre Édouard VII
- 1953 - Treize à table di Marc-Gilbert Sauvajon, regia dell'autore, Théâtre des Capucines (22 gennaio)
- 1954 - Adorable Julia in collaborazione con Guy Bolton, da Somerset Maugham, diretto da John Wall, Théâtre du Gymnase (nel 1957 in italiano: Adorabile Giulia, regia di Daniele D'Anza)
- 1957 - Ne quittez pas... in collaborazione con Guy Bolton, regia di Marc-Gilbert Sauvajon, Théâtre des Nouveautés
- 1962 - Au petit bonheur di Marc-Gilbert Sauvajon, allestimento di Jean-Michel Rouzière, Théâtre des Nouveautés
- 1963 - Bienheureuse Anaïs di Marc-Gilbert Sauvajon; regia dell'autore, Théâtre Michel[12]
- 1964 - Version grecque di Marcus Gilbert Sauvajon, regia di Jacques-Henri Duval, Théâtre Montparnasse
- 1966 - Laurette ou l'Amour voleur di Marcus Gilbert Sauvajon e Marcelle Maurette, regia di Pierre Fresnay, Théâtre de la Michodière
- 1967 - Demandez Vicky  di Marc-Gilbert Sauvajon da Alan Melville e Fred Schiller, regia di Jacques-Henri Duval, Théâtre des Nouveautés
- 1969 - Tchao di Marc-Gilbert Sauvajon, regia di Jacques-Henri Duval, Théâtre Saint-Georges; rappresentato nuovamente nel 1973
- 1970 - Une poignée d'orties di Marc-Gilbert Sauvajon, regia di Jacques-Henri Duval, théâtre de la Michodière
- 1973 - Le Reflet dans la mer di Marc-Gilbert Sauvajon
- 1986 - Adorable Julia in collaborazione con Guy Bolton, regia di Jean-Paul Cisife, théâtre Hébertot e poi Tournées Herbert-Karsenty

### Adattamenti
- 1946 - George e Margaret di Gerald Savory, tradotto da Marc-Gilbert Sauvajon in collaborazione con John Wall, diretto da Jean Wall, Théâtre des Nouveautés (8 aprile)
- 1947 - Les Enfants d'Édouard da Love and Learn di Frederic Jackson e Roland Bottomley, regia di Jean Wall, Théâtre de la Madeleine
- 1950 - George et Margaret di Gerald Savory in collaborazione con Jean Wall, regia Jean Wall, Théâtre Daunou
- 1954 - L'Amour des quatre colonels di Peter Ustinov, diretto da Jean-Pierre Grenier, Théâtre Fontaine
- 1956 - La Gueule du loup di Stephen Wendt, messa in scena Marc-Gilbert Sauvajon, Theatre de la Porte-Saint-Martin
- 1959 - Le Vélo devant la porte da Desperate Hours di Joseph Hayes, diretto da Jean-Pierre Grenier, Théâtre Marigny
- 1959 - La Collection Dressen da Kurnitz, diretto da Jean Wall, Théâtre de la Madeleine e Théâtre des Célestins nel 1960
- 1963 - Mary-Mary di Jean Kerr, diretto da Jacques-Henri Duval, Théâtre Antoine
- 1965 - Je veux voir Mioussov di Valentin Kataiev, messa in scena Jacques Fabbri, Théâtre des Nouveautés
- 1970 - Les Enfants d'Édouard di Marcus Gilbert Sauvajon, regia di Jean-Paul Cisife, Théâtre des Bouffes-Parisiens
- 1979 - Je veux voir Mioussov di Valentin Kataiev, messa in scena Jacques Fabbri, Théâtre du Palais-Royal, e Théâtre des Variétés nel 1980[13][14] e al Théâtre des Variétés nel 1980.[15]
- 1980 - Au théâtre ce soir: Ninotchka di Melchior Lengyel, messa in scena Jacques Ardouin, realizzazione Pierre Sabbagh, Théâtre Marigny
- 1983 - Ne coupez pas mes arbres (Lloyd George Knew My Father) di William Douglas Home
- 1984 - Le Canard à l'orange (The Secretary Bird) di William Douglas Home (nel 1975 versione cinematografica: L'anatra all'arancia)

### Regista teatrale
- 1953 - C'est écrit dans les étoiles operetta, Théâtre de Paris
- 1953 - Treize à table di Marc-Gilbert Sauvajon, Théâtre des Capucines
- 1956 - La Gueule du loup di Stefano Wendt e Marc-Gilbert Sauvajon, Théâtre de la Porte-Saint-Martin
- 1957 - Ne quittez pas... di Marc-Gilbert Sauvajon e Guy Bolton, Théâtre des Nouveautés
- 1963 - Bienheureuse Anaïs di Marc-Gilbert Sauvajon Théâtre Michel
- 1967 - Au théâtre ce soir: Treize à table di Marc-Gilbert Sauvajon, realizzazione Pierre Sabbagh, Théâtre Marigny

## Cinema

### Regie
- 1949 - Bal Cupidon (in italiano La legge è uguale per tutti) (regia e sceneggiatura)
- 1949 - Le Roi (in italiano Il re dei cuori)
- 1950 - Mon ami Sainfoin
- 1950 - Ma pomme
- 1951 - Tapage nocturne (in italiano Dietro quelle mura)

### Sceneggiature
- 1945 - La Tentation de Barbizon  di Jean Stelli
- 1945 - La Fille du diable di Henri Decoin
- 1946 - Adieu chérie di Raymond Bernard
- 1947 - Non coupable di Henri Decoin
- 1949 - Jo la Romance di Gilles Grangier
- 1954 - La Belle Otero di Richard Pottier
- 1955 - La Madelon di Jean Boyer
- 1956 - Michel Strogoff di Carmine Gallone da Jules Verne
- 1957 - Sous le ciel de Provence Mario Soldati (in italiano: Era di venerdì 17)
- 1960 - Le tre "eccetera" del colonnello
- 1961 - Le Triomphe de Michel Strogoff de Victor Tourjansky
- 1962 - Lemmy pour les dames di Bernard Borderie, da Peter Cheyney
- 1963 - À toi de faire... mignonne di Bernard Borderie

### Dialoghista
- 1943 - Voyage sans espoir di Christian-Jaque
- 1944 - Vautrin di Pierre Billon da tre romanzi di La Comédie humaine di Honoré de Balzac
- 1944 - L'Enfant de l'amour di Jean Stelli, basato sull'opera di Henry Bataille
- 1946 - Adieu chérie di Raymond Bernard
- 1946 - Tant que je vivrai di Jacques de Baroncelli
- 1947 - La Grande Maguet di Roger Richebé
- 1948 - Si jeunesse savait di André Cerf
- 1961 - L'Enlèvement des Sabines di Richard Pottier